# Infatuation (Kate Alexa)
Infatuation è un album in studio della cantante australiana Kate Alexa, pubblicato nel 2012.

## Tracce
1. Addict – 3:10
2. Infatuation – 3:20
3. Katie – 3:19
4. Crazy Little Thing – 3:03
5. Not Enough – 3:19
6. I Deny – 4:03
7. X-Rated – 3:42
8. I Don't Think So – 3:29
9. Something You Say – 4:21
10. Buttercup – 2:55
11. We're Not Ready – 3:04
12. Fucked Up Me – 4:05
13. I'm Falling – 3:59